# Starrtjärnen (Tärna socken, Lappland, 728123-149923)
Starrtjärnen är en sjö i Storumans kommun i Lappland och ingår i Umeälvens huvudavrinningsområde.